# Eleição municipal de Parnamirim em 2016
A eleição municipal da cidade brasileira de Parnamirim em 2016 ocorreu em 2 de outubro para eleger um prefeito, um vice-prefeito e 18 vereadores para a administração do município. Candidataram-se 4 pessoas aptas para prefeito, 4 para vice-prefeito e 244 para vereadores. O então prefeito Maurício Marques (PDT), eleito em 2008 e reeleito 4 anos depois, não poderia concorrer a um terceiro mandato.
Neste pleito, o vencedor foi o vereador Taveira, do PRB, eleito com 34.363 votos, enquanto seu adversário, Carlos Augusto Maia (PSD), recebeu 25.366. Mesmo não obtendo mais de 50% dos votos válidos, Taveira venceu no primeiro turno, uma vez que Parnamirim possui 109.719 eleitores.
As convenções partidárias para escolha dos candidatos ocorreram entre 20 de julho e 5 de agosto. A propaganda eleitoral gratuita em Parnamirim começou a ser exibida em 26 de agosto e terminou em 29 de setembro e o tempo de exibição de cada propaganda foi determinado pela importância do partido do qual o candidato pertencia. Durante a tarde, na televisão, a propaganda eleitoral iniciava às 13h00 e terminava às 13h10, e no horário noturno, iniciava às 20h30 com término às 20h40. Já no rádio as propagandas eram anunciadas entre 07h00 e 07h10 e, mais tarde, do 12h00 às 12h10.

## Candidatos
| Nº | Candidato(a)           | Partido | Vice-candidato(a)         | Coligação | Ocupação                  | Grau de Instrução   |
| -- | ---------------------- | ------- | ------------------------- | --- | ------------------------- | ------------------- |
| 10 | Taveira                | PRB     | Elienai Cartaxo (PTN)     | "União e Vitória" (PRB, PTN, PMDB, DEM, PSDC, PTB, PP, PROS, PPS, PHS, PT, PSC, PRTB, PEN, PV, PMB, SD, PDT) | Vereador                  | Superior Completo   |
| 40 | Ricardo Gurgel         | PSB     | Pastor Sandoval (PRP      | "Parnamirim Livre" (PSB, PRP, PR, PMN)                                                                       | Vereador                  | Superior Incompleto |
| 50 | Professor Tita Holanda | PSOL    | Francisca Oliveira (REDE) | "Liberta Parnamirim" (PSOL, REDE, PTC)                                                                       | Professor de Ensino Médio | Superior Completo   |
| 55 | Carlos Augusto Maia    | PSD     | Francisco Gildásio (PSDB) | "Trampolim para um Novo Tempo" (PSD, PSDB, PCdoB, PSL, PTdoB)                                                | Deputado                  | Superior Completo   |

## Coligações proporcionais
| Coligação                      | Partidos              |
| ------------------------------ | --------------------- |
| União e Vitória 1              | PMDB, PTB, PSDC e DEM |
| União e Vitória 2              | PRB, PMB, SD e PDT    |
| União e Vitória 3              | PTN, PP e PROS        |
| União e Vitória 4              | PT, PHS e PPS         |
| União e Vitória 5              | PRTB, PSC e PEN       |
| Trampolim para um Novo Tempo 1 | PCdoB e PSD           |
| Trampolim para um Novo Tempo 2 | PSDB, PTdoB e PSL     |
| Parnamirim Livre 1             | PSB, PR e PMN         |
| Parnamirim Livre 1             | PSB, PR e PMN         |
| Liberta Parnamirim             | PSOL, REDE e PTC      |
| Sem coligação                  | PRP e PV              |

## Resultados

### Prefeito
| Partido | Partido | Candidato              | Votos  | Votos (%) |
| ------- | ------- | ---------------------- | ------ | --------- |
|         | PRB     | Taveira                | 34 363 | 44,76%    |
|         | PSD     | Carlos Augusto Maia    | 25 366 | 33,04%    |
|         | PSB     | Ricardo Gurgel         | 13 976 | 18,2%     |
|         | PSOL    | Professor Tita Holanda | 3 069  | 4%        |
| Totais  | Totais  | Totais                 | 76 774 |           |
| Fonte:  |         |                        |        |           |

| Partido | Partido | Candidato       | Votos  | Votos (%) |
| ------- | ------- | --------------- | ------ | --------- |
|         | -       | Votos válidos   | 76 774 | 79,73%    |
|         | -       | Votos nulos     | 13 815 | 14,35%    |
|         | -       | Votos em branco | 5 704  | 5,92%     |
| Totais  | Totais  | Totais          | 96 293 |           |
| Fonte:  |         |                 |        |           |

| Partido | Partido | Candidato             | Votos   | Votos (%) |
| ------- | ------- | --------------------- | ------- | --------- |
|         | -       | Eleitores que votaram | 108 719 | 89,74%    |
|         | -       | Abstenções            | 12 426  | 10,26%    |
| Totais  | Totais  | Totais                | 121 145 |           |
| Fonte:  |         |                       |         |           |

### Vereador
Resultado do primeiro turno para o cargo de vereador da cidade de Parnamirim em 2016. Foram eleitos 18 vereadores, a maioria do PTN, com 3. PSDB e PRP elegeram 2 candidatos, enquanto outros 10 partidos conseguiram emplacar 1 representante.
| Vereadores eleitos em Parnamirim em 2016 | Vereadores eleitos em Parnamirim em 2016 | Vereadores eleitos em Parnamirim em 2016 | Vereadores eleitos em Parnamirim em 2016 | Vereadores eleitos em Parnamirim em 2016 |
| ---------------------------------------- | ---------------------------------------- | ---------------------------------------- | ---------------------------------------- | ---------------------------------------- |
| Candidato                                | Partido                                  | Número                                   | Votos                                    | Porcentagem                              |
| Irani Guedes                             | PRB                                      | 10777                                    | 2.416                                    | 2,86%                                    |
| Thiago Cartaxo                           | PTN                                      | 19777                                    | 2.382                                    | 2,82%                                    |
| Rogério Santiago                         | PPS                                      | 23300                                    | 2.271                                    | 2,69%                                    |
| Professora Vandilma                      | PMDB                                     | 15777                                    | 2.183                                    | 2,58%                                    |
| Binho de Ambrósio                        | SD                                       | 77000                                    | 2.096                                    | 2,48%                                    |
| Paulão Jr.                               | SD                                       | 77888                                    | 2.052                                    | 2,43%                                    |
| Diniz                                    | PDT                                      | 12222                                    | 2.051                                    | 2,43%                                    |
| Rhalessa                                 | PTN                                      | 19123                                    | 2.025                                    | 2,40%                                    |
| Kátia Pires                              | DEM                                      | 25555                                    | 1.925                                    | 2,28%                                    |
| Gustavo Negócio                          | PMB                                      | 35555                                    | 1.704                                    | 2,02%                                    |
| Pastor Alex                              | PRP                                      | 44555                                    | 1.407                                    | 1,66%                                    |
| Professor Ítalo                          | PSD                                      | 55222                                    | 1.308                                    | 1,55%                                    |
| Professora Nilda                         | PRP                                      | 44123                                    | 1.279                                    | 1,51%                                    |
| Jeová Alves                              | PMN                                      | 33333                                    | 1.254                                    | 1,48%                                    |
| Paulo Miranda                            | PHS                                      | 31150                                    | 1.169                                    | 1,38%                                    |
| Betinho da Mala                          | PSDB                                     | 45100                                    | 1.163                                    | 1,38%                                    |
| Abidene                                  | PSC                                      | 20012                                    | 1.082                                    | 1,28%                                    |
| Fativan Alves                            | PSDB                                     | 45678                                    | 1.062                                    | 1,26%                                    |